# Особняк Рабіновича (Слов'янськ)
Особняк Рабіновича — колишня садиба родини Рабіновичів у Слов'янську. Пам'ятка архітектури та містобудування від 1999 року. Знаходиться в Старому місті на вулиці Центральній, 32.

## Історія
Побудований в середині XIX століття для графа Олександра Рибопьєра.[джерело?]
Пізніше, будинок належав Вірі Ісаївні Рабинович, господарці 3-х соляних заводів, які варили сіль до 1918 року.[джерело?]
З відновленням незалежності України тут розмістилося міське відділення Служби безпеки України.
12 квітня 2014 року, під командуванням Ігоря Гіркіна, бойовиками т.з. «ДНР» була зайнята будівля СБУ. Тут був обладнаний штаб. Саме тут (у підвальному приміщенні) були закатовані та вбиті Герої України Володимир Рибак, Юрій Дяковський та Юрій Поправка.
5 липня 2014 року відділення СБУ було звільнене.